# Roure (Italie)
 (mai 2024).
Si vous disposez d'ouvrages ou d'articles de référence ou si vous connaissez des sites web de qualité traitant du thème abordé ici, merci de compléter l'article en donnant les références utiles à sa vérifiabilité et en les liant à la section « Notes et références ».
Pour les articles homonymes, voir Roure.
Roure est une commune italienne de moins de 1 000 habitants, située dans la haute vallée de Cluson (vallée occitane), dans la ville métropolitaine de Turin, dans la région Piémont, dans le Nord-Ouest de l'Italie.

## Toponymie
Le toponyme dérive du mot « roure », qui en occitan signifie littéralement rouvre, en italien rovere, qui à son tour à l'origine latine robur-roboris, laquelle indique force, puissance, résistance et dureté comme le bois de « chêne », et a la même origine latine des termes « robuste » et « robustesse ».
Dans la période fasciste le nom de la commune, erronément cru français, trop français, et pas assez italien, fut changé en « Roreto » en 1937, et puis en « Roreto Chisone » en 1939, perdant ainsi le lien étymologique originel. Ce lien sémantique fut maintenu par le chêne, dans le blason communal.
Le nom d'origine fut rétabli en 1975, quand les habitants approuvèrent par référendum l'ancienne dénomination de « Roure », laquelle en provençal alpin signifie « rouvre, chêne ».

## Géographie
La commune de Roure se trouve dans le moyen Val Cluson, en italien « Val Chisone », et se développe surtout le long du cours du torrent homonyme et sur la rive droite de la petite rivière s'ouvre le vallon de Bourcet.
Le village n'a pas un noyau principal de habitation avec le même nom, mais il est composé de quatre hameaux ou frazioni principales : Castel del Bosco (Château du Bois), Roreto (Chargeoir), Balma (Balme) et Villaretto (Villaret).
Le siège communal ou maison communale, se trouve à « Balma », dans le hameau le plus important du village, et l'altitude la plus élevée du territoire communal est atteinte par le « Monte Orsiera » (mont Orsière, 2 890 m, dans le parc naturel Orsiera-Rocciavrè).

## Culture

### Personnalités associées à la commune
- Ugo Flavio Pitón.

## Administration
| Période                                  | Période  | Identité  | Étiquette | Qualité |
| ---------------------------------------- | -------- | --------- | --------- | ------- |
| 10 juin 2018                             | En cours | Rino Tron |           | Maire   |
| Les données manquantes sont à compléter. |          |           |           |         |

### Communes limitrophes
Bussolin (Bussoleno), Saint-Joire (San Giorio di Susa), Mattie (Mattie), Coazze (Coazze), Fenestrelle (Fenestrelle), Perosa Argentina, Massello (Massello), Perrero (Perrero).

### Hameaux, lieux-dits et zone d'intérêt touristique
En plus des quatre frazioni principales : Balma, Castel del Bosco, Roreto e Villaretto, il existe de nombreux autres petits hameaux, pour la plupart inhabités.

## Parcours d'escalade
La commune de Roure, située au cœur de la Vallée du Chison, est caractérisée sur les deux versants de la vallée par de nombreux murs et piliers de roche granitique sur lesquels, dès les années 1970, ont été ouverts les premiers itinéraires d’escalade. Après une période de relatif abandon, ces murs ont ensuite été récemment revalorisés du point de vue alpiniste avec l’ouverture de nombreuses voies nouvelles équipées et modernes, qui ont transformé cette zone en un centre d’escalade parmi les plus intéressants des vallées environnantes.
La commodité d’accès, l’altitude relativement basse qui permet de grimper presque toute l’année, jointe au développement discret des voies qui dans certains cas atteignent les 300 mètres de longueur, sont capables de satisfaire la plupart des grimpeurs à la fois classiques et modernes.